# Stanisław Narutowicz

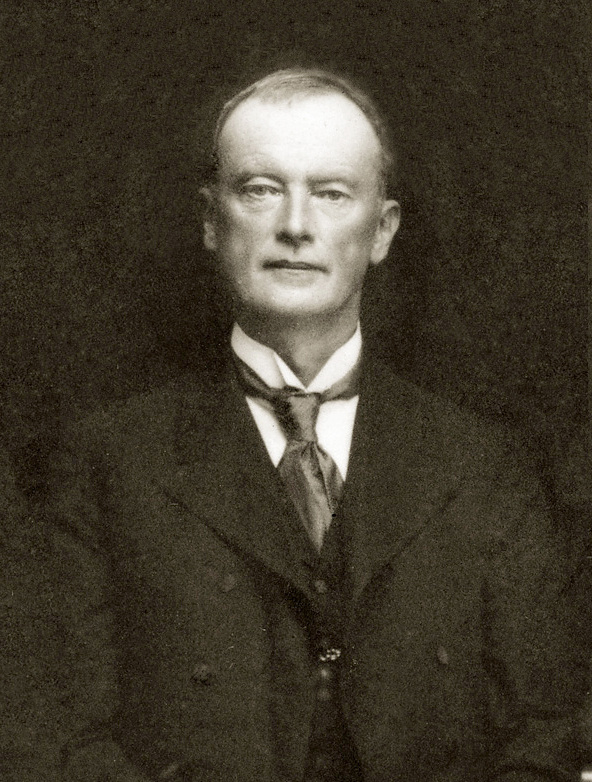
Stanislovas Narutavičius

Stanisław Narutowicz (em lituano:  Stanislovas Narutavičius pronunciaçãoⓘ) (nascido em 2 de setembro de 1862, em Brėvikiai, Telšiai, Lituânia - falecido em 31 de dezembro de 1932, em Kaunas, Lituânia) foi um advogado e político lituano, um dos vinte signatários da Declaração de Independência da Lituânia e irmão do primeiro Presidente da Polônia Gabriel Narutowicz. Ele também foi o único membro lituano-polonês do Taryba, do Parlamento Lituano provisório formado nos últimos estágios da Primeira Guerra Mundial. Suicidou-se com arma de fogo.